# Évolution Roubaix Basket
L’Évolution Roubaix Basket Féminin est un club de français basket-ball ayant appartenu à la Ligue féminine de basket durant la saison 2003-2004.

## Historique
Le club est né en 1984 de la fusion entre l’Évolution et le Roubaix Basket.

## Saison par saison

### 2003-2004
- En finissant avant dernières de LFB, les joueuses de l’Évolution sont rétrogradées en NF1 à l’issue de la saison.
- Les joueuses : Rachel Coumba, Silvana Mirvić, Sophie Pruvost, Caroline Catteau, Sandrine Capelle, Christelle Mijoule, Ingrid Capelle, Géraldine Bertal, Svetlana Rodionova, Elena Nikipolskaia, Cintia Regina Santos Luz

## Joueuses et entraîneurs marquants
David Thiébaut 1992-2004
Ingrid et Sandrine Capelle 
Caroline Catteau 
Rachel Coumba 
Elena Nikipolskaia   